# NGC 7575
NGC 7575 is een lensvormig sterrenstelsel (het onderste stelsel op de afbeelding) in het sterrenbeeld Vissen. Het hemelobject werd op 29 augustus 1864 ontdekt door de Duitse astronoom Albert Marth. Sommige bronnen identificeren NGC 7575 als het bovenste stelsel op de afbeelding. 

## Synoniemen
- MCG 1-59-28
- ZWG 406.44
- IRAS 23148+0523
- KUG 2314+053A
- KCPG 579A
- PGC 70945